# El jockey
El jockey és una pel·lícula de comèdia dramàtica d'esports hispano-argentina amb aportació danesa, mexicana i estatunidenca del 2024  coescrita i dirigida per Luis Ortega, protagonitzada per Nahuel Pérez Biscayart al costat d’Úrsula Corberó i Daniel Giménez Cacho.
La pel·lícula es va estrenar a la 81a Mostra Internacional de Cinema de Venècia, on va competir pel Lleó d'Or i el Lleó Queer. La pel·lícula va ser seleccionada com a entrada Argentina al Millor Llargmetratge Internacional als Premis Oscar de 2024.

## Argument
Remo Manfredini i la seva xicota Abril són uns jockeys que corren per un poderós màfiós anomenat Sirena. Un dia Remo, antiga llegenda en hores baixes i totalment borratxo, mata accidentalment un cavall de carreres valuós i desapareix de l’hospital. Abril, que està embarassada, ha de trobar en Remo a Buenos Aires i portar-lo a un lloc segur abans que Sirena el localitzi.

## Reparto
- Nahuel Pérez Biscayart com a Remo Manfredini/Dolores "Lola"[6]
- Úrsula Corberó com a Abril[6]
- Daniel Giménez Cacho com a Rubén Sirena[6]
- Daniel Fanego[7] com a Fanego
- Osmar Núñez[7] com a Luis
- Roberto Carnaghi[8] como Oscar
- Luis Ziembrowski[8]
- Jorge Prado[8]
- Adriana Aguirre[8]
- Mariana di Girolamo[7] como Ana
- Roly Serrano[7]

## Producció
La pel·lícula compta amb el guió de Luis Ortega, Rodolfo Palacios i Fabián Casas. Està produïda per Rei Pictures juntament amb El Despacho, Infinity Hill, Warner Music Entertainment i Exile Content en associació amb ViX, Dim Films, Fundación Ernesto Sábato, Pampa Films i Gloriamundi.
Al juliol de 2024, es va anunciar que competiria en el programa principal del Festival Internacional de Cinema de Venècia. També formarà part de la secció Centerpiece del Festival Internacional de Cinema de Toronto de 2024 i competirà la Secció d'Horitzons Llatins del 72è Festival Internacional de Cinema de Sant Sebastià al setembre de 2024.

## Estrena
Es va estrenar en el Festival de Cinema de Venècia el 29 d'agost de 2024 en la competència pel Lleó d'Or, l'única pel·lícula argentina entre les 21 pel·lícules de la mostra.
La pel·lícula ha estat seleccionada per al MAMI Mumbai Film Festival 2024 a la secció World Cinema.
Els drets de distribució a l'Amèrica Llatina de El jockey van ser adquirits per Star Distribution l'agost de 2024. La pel·lícula s'estrenarà a les sales d'Argentina el 26 de setembre de 2024 i més tard estarà disponible per reproduir-se a Llatinoamèrica a Disney+. IS'estrenarà a les sales d'Espanya per Caramel Films.

## Reception
Al lloc web de l'agregador de ressenyes Rotten Tomatoes, el 100% de les crítiques de 20 crítiques són positives, amb una valoració mitjana de 7,5/10. Metacritic, que utilitza una mitjana ponderada, va assignar a la pel·lícula una puntuació de 67 sobre 100, basada en 6 crítics, indicant crítiques "generalment favorables".
Leslie Felperin de The Hollywood Reporter va subratllar que la pel·lícula, d'altra banda descrita com un "thriller psicològic de temàtica eqüestre-comèdia-whatsit"- és "gran en estil, lleugera en caràcter".
Wendy Ide de ScreenDaily va declarar la pel·lícula "un viatge lúdic, que canvia de forma i interrogant que es nega a quedar ben fixada".
Guillermo Courau de La Nación va puntuar la pel·lícula amb 4 sobre 5 estrelles ('molt bé'), i va escriure que es tracta d'una pel·lícula en què Ortega "aconsegueix fusionar inquietuds i estètica d'una manera gairebé perfecta".
L'Academia de las Artes y Ciencias Cinematográficas de la Argentina va escolli aquesta pel·lícula per representar Argentina a l'Oscar a la millor pel·lícula de parla no anglesa i al Goya a la millor pel·lícula estrangera de parla hispana.

### Reconeixements
| Premi                                             | Data de cerimònia      | Categoria                          | Receptor(s) | Resultat        | Ref.   |
| ------------------------------------------------- | ---------------------- | ---------------------------------- | ----------- | --------------- | ------ |
| Festival Internacional de Cinema de Venècia       | 7 de setembre de 2024  | Lleó d'Or                          | El jockey   | Nominat         | [ 9 ]  |
| Festival Internacional de Cinema de Venècia       | 7 de setembre de 2024  | Premi CinemaSarà                   | El jockey   | Menció especial | [ 19 ] |
| Festival Internacional de Cinema de Venècia       | 7 de setembre de 2024  | Premi Edipo Re                     | El jockey   | Guanyador       | [ 19 ] |
| Festival Internacional de Cinema de Sant Sebastià | 28 de setembre de 2024 | Premi Horizontes Latinos           | El jockey   | Guanyador       | [ 20 ] |
| Premis Cinematogràfics José María Forqué          | 14 de desembre de 2024 | Millor pel·lícula llatinoamericana | El jockey   | Nominat         | [ 21 ] |